# ریلی مک‌کلندون
ریلی مک‌کلندون (به انگلیسی: Reiley McClendon) (زاده ۱۱ مارس ۱۹۹۰) بازیگر آمریکایی است.

## گزیده فیلم‌شناسی
از فیلم‌ها و مجموعه‌های تلویزیونی که وی در آن حضور داشته‌است می‌توان به آثار زیر اشاره کرد.
- بچه (۲۰۰۰)
- پرل هاربر (فیلم) (۲۰۰۱)
- بخش فوریت‌های پزشکی (مجموعه تلویزیونی) (۲۰۰۲)
- سی‌اس‌آی: میامی (۲۰۰۶)
- متوسط (مجموعه تلویزیونی) (۲۰۰۶)
- دختر کثیف (فیلم) (۲۰۱۰)
- کت‌شلواری‌ها (۲۰۱۳)
- ان‌سی‌آی‌اس (۲۰۱۳)
- پرورشگاهی‌ها (مجموعه تلویزیونی) (۲۰۱۴)
- روزهای زندگی ما (۲۰۱۶)